# Быстрая (приток Десны)
Быстрая или Деменка (укр. Бистра, Деменка) — левый приток Десны, протекающий по Черниговскому и Куликовскому районах (Черниговская область, Украина); один из многочисленных рукавов Десны, образованный вследствие русловых процессов: русловая многорукавность. В среднем течении называется Мыс, в верхнем — Деменка.

## География
Длина — 14 км. Бассейн — 38 км².
Русло сильно-извилистое с крутыми поворотами (меандрированное) шириной 24 м и глубиной 1,2 м. Местами русло сильно сужается и пересыхает. Долина реки сливается с долиной Десны. Временными и постоянными водотоками связывается с озёрами (в нижнем течении — Кривое, у истоков — Деминка). В среднем течении сообщается с рекой Угорь, в нижнем — Ледань.
Река берёт начало севернее села Авдеевка (Куликовский район). Река течёт на северо-запад. Впадает в Десну (на 229-м км от устья) юго-западнее села Боромыки (Черниговский район).
Пойма частично занята заболоченными участками с лугами, крайне мало кустарников и лесов (лесополос).
Притоки:
1. Дреголит — левый, протекает по Куликовскому району[3]
2. Дрышлева — левый, протекает по селу Глузды[4]

Населённые пункты на реке отсутствуют.